# سي بيرغر
سي بيرغر (بالإنجليزية: Sy Berger) هو عسكري أمريكي، ولد في 12 يوليو 1923، وتوفي في 14 ديسمبر 2014.
كان سيمور بيري يعمل بيرغر موظفًا في شركة توبس لأكثر من 50 عامًا. يُنسب إليه الفضل في تصميم سلسلة بطاقات البيسبول توبس لعام 1952، ويُعتبر "الأب لبطاقات البيسبول الحديثة".

## حياته
وُلد بيرغر، وهو يهودي، في 12 يوليو/تموز عام 1923، في حي الجانب الشرقي السفلي من مانهاتن، لأبوين هما لويس (صانع فراء) وريبيكا بيرغر. في صغره، كان يجمع بطاقات البيسبول، ويتاجر بها، ويربح بعضها من أصدقائه عن طريق تقليبها. ولقد خدم في القوات الجوية للجيش خلال الحرب العالمية الثانية، وتخرج لاحقًا من جامعة باكنيل بشهادة في المحاسبة. أثناء دراسته الجامعية، التقى بيرغر بجويل شورين، نجل فيليب شورين، أحد مؤسسي شركة توبس.

## وفاته
توفي بيرغر في 14 ديسمبر 2014، عن عمر يناهز 91 عامًا، في منزلهِ بمركز روكفيل، نيويورك. وترك خلفهُ زوجته غلوريا كاربف بيرغر (69 عامًا)، وثلاثة أبناء، وخمسة أحفاد، وحفيدين.